# Ragnar Malm
Karl Oscar Ragnar Malm (Denver, 14 maggio 1893 – 1º marzo 1959) è stato un ciclista su strada svedese.

## Palmarès

### Olimpiadi
- Oro a Stoccolma 1912 nella corsa a squadre.
- Argento a Anversa 1920 nella corsa a squadre.
- Bronzo a Parigi 1924 nella corsa a squadre.